# Yevgenia Polyakova
Yevgeniya Yevgeniyevna Polyakova (em russo:  Евгения Евгеньевна Полякова; Moscou, 29 de maio de 1983) é uma velocista russa, especializada nos 100 m rasos.
Campeã russa dos 100 m em 2007 e 2008, participou dos Jogos Olímpicos de Pequim competindo nesta prova mas não conseguiu classificação para a final. No último dia de provas, com as compatriotas Aleksandra Fedoriva, Yulia Gushchina e Yuliya Chermoshanskaya, fez parte do revezamento 4x100 m que conquistou a medalha de ouro e tornou-se campeã olímpica. Porém em 16 de agosto de 2016 o Comitê Olímpico Internacional desclassificou a equipe russa devido ao doping de Chermoshanskaya por uso de estanozolol e turinabol.